# كأس إفريقيا للأندية البطلة 1975
كأس أفريقيا للأندية البطلة 1975 هي النسخة 11 من دوري أبطال أفريقيا .
توج هافيا كوناكرى بالكأس للمرة الثانية في تاريخه على حساب إينوغو رينجرز النيجري .